# Phytomyza ranunculi
Phytomyza ranunculi is een vliegensoort uit de familie van de mineervliegen (Agromyzidae). Het wordt komt voor in het Palearctisch gebied. De wetenschappelijke naam van de soort is voor het eerst geldig gepubliceerd in 1803 door Schrank.

## Levenscyclus
Eieren worden gelegd op planten uit de familie Ranunculaceae. De larven zijn voornamelijk bladmineerders. Ze vormen een lange, opvallende witte mijn met de frass. De gang is bovenzijdig en oogt wat slordig. Het frass ligt in dicht opeen liggende korrels of in parelsnoertjes .
De larven verpoppen in een grijsachtig of bruin puparium, met achterste siphonen met elk ongeveer 18-20 bollen. Volwassen vliegen zijn ongeveer 2 mm lang. Volwassenen zijn zeer variabel van kleur, met verschillende benoemde varianten, waaronder een bleke vorm (P. ranunculi var. flava) en donkere vormen (P. ranunculi var. flavoscutellata en var. islandica).

## Voorkomen
De vlieg is wijdverbreid in heel Europa.